# Emiliano Alfaro
Emiliano Alfaro, né le 28 avril 1988 à Treinta y Tres, est un ancien joueur de football uruguayen.
Il évoluait au poste d'attaquant.

## Carrière
Alfaro commence sa carrière professionnelle au Liverpool de Montevideo, dont il devient le buteur attitré. Lors du tournoi d'ouverture 2009-2010, il marque 13 fois en 15 matchs.
Ses performances lui valent un transfert à San Lorenzo de Almagro en Argentine. Moins en réussite, il revient un an plus tard à Liverpool, où il retrouve son efficacité.
Le sélectionneur Óscar Tabárez le convoque en équipe d'Uruguay le 15 novembre 2011.
En janvier 2012, Alfaro est transféré en Serie A italienne, à la Lazio, contre 3 millions d'euros, mais il ne parvient pas à s'y imposer. En effet, il ne dispute que 8 matchs avec la Lazio. La Lazio le prête alors au club émirati d'Al Wasl Dubaï, où il inscrit 17 buts en championnat, puis le reprête à son ancien club, le Liverpool de Montevideo.
En août 2015, il quitte définitivement la Lazio et s'engage avec le club thaïlandais de Buriram United.